# Spoorlijn Échauffour - Bernay
De Spoorlijn Échauffour - Bernay was een Franse spoorlijn van Échauffour naar Bernay. De lijn was 46,7 km lang en heeft als lijnnummer 400 000.

## Geschiedenis
De lijn werd geopend door de Compagnie des chemins de fer de l'Ouest op 22 december 1881. Reizigersverkeer werd opgeheven op 15 mei 1938. Goederenverkeer werd in gedeeltes  gestaakt, van Notre-Dame-du-Hamel naar Montreuil-Cernières in 1942, van Échauffour naar Notre-Dame-du-Hamel op 15 juli 1953, van Montreuil-Cernières naar La Trinité-de-Réville op 7 april 1969 en van La Trinité-de-Réville naar Bernay op 27 september 1987.

## Aansluitingen
In de volgende plaatsen is of was er een aansluiting op de volgende spoorlijnen:
Échauffour
RFN 402 000, spoorlijn tussen Sainte-Gauburge en Mesnil-Mauger
La Trinité-de-Réville
RFN 401 000, spoorlijn tussen La Trinité-de-Réville en Lisieux
Bernay
RFN 366 000, spoorlijn tussen Mantes-la-Jolie en Cherbourg